# Bezirk Friedrichshain-Kreuzberg

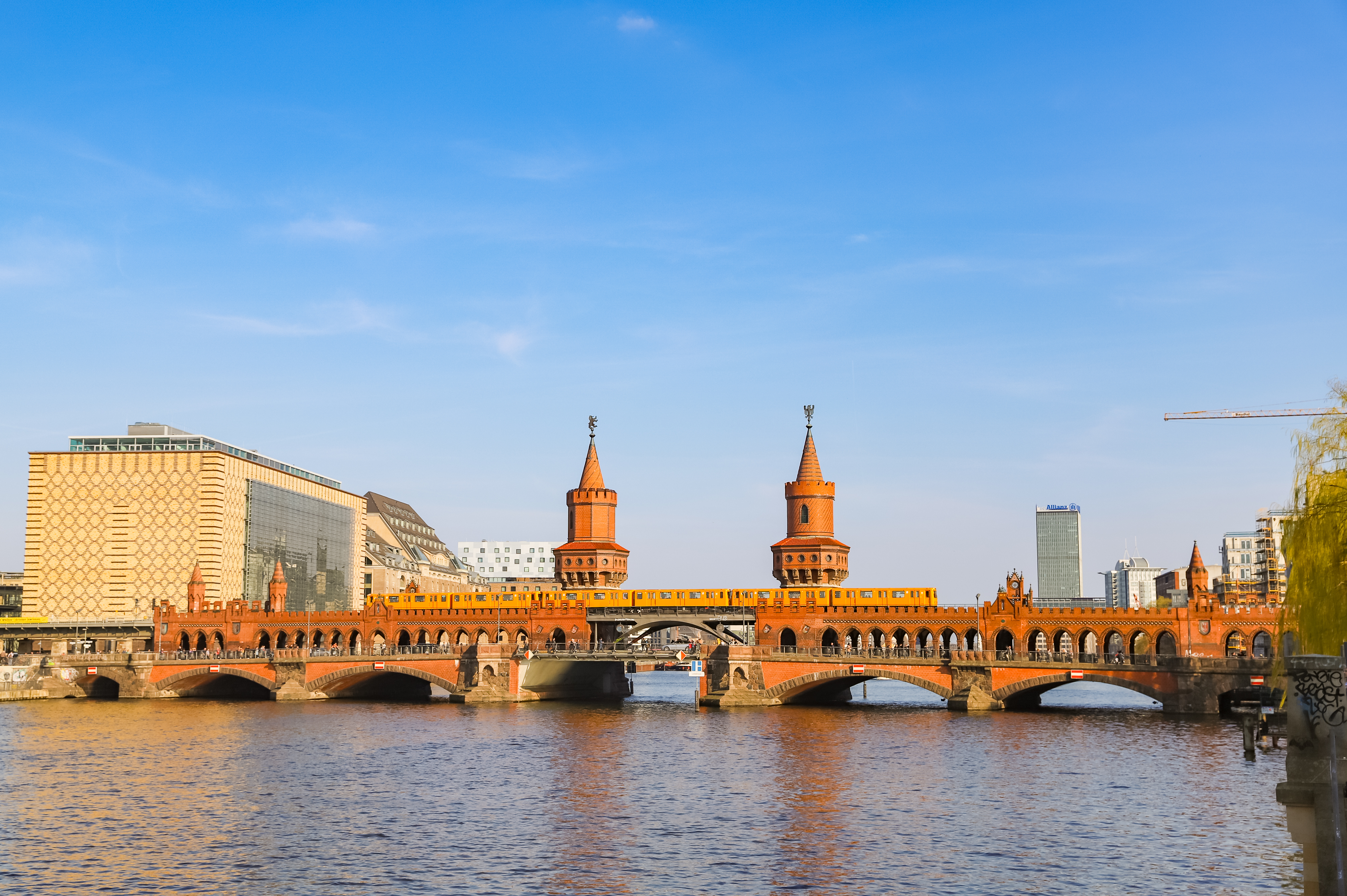
Die Oberbaumbrücke (2019) verbindet Kreuzberg mit Friedrichshain

Friedrichshain-Kreuzberg ist der zweite Berliner Bezirk. Am 31. Dezember 2024 hatte er 266.583 Einwohner.
Der flächenkleinste der zwölf Berliner Bezirke hat zugleich die höchste Bevölkerungsdichte und das geringste Durchschnittsalter. Er entstand 2001 mit der Berliner Verwaltungsreform durch Fusion der bis dahin eigenständigen und durch die Spree getrennten Bezirke Friedrichshain und Kreuzberg.
Das zentral gelegene Friedrichshain-Kreuzberg gilt als kreativ und ist bekannt für ein vielseitiges Nacht- und Kulturleben.

## Geographie

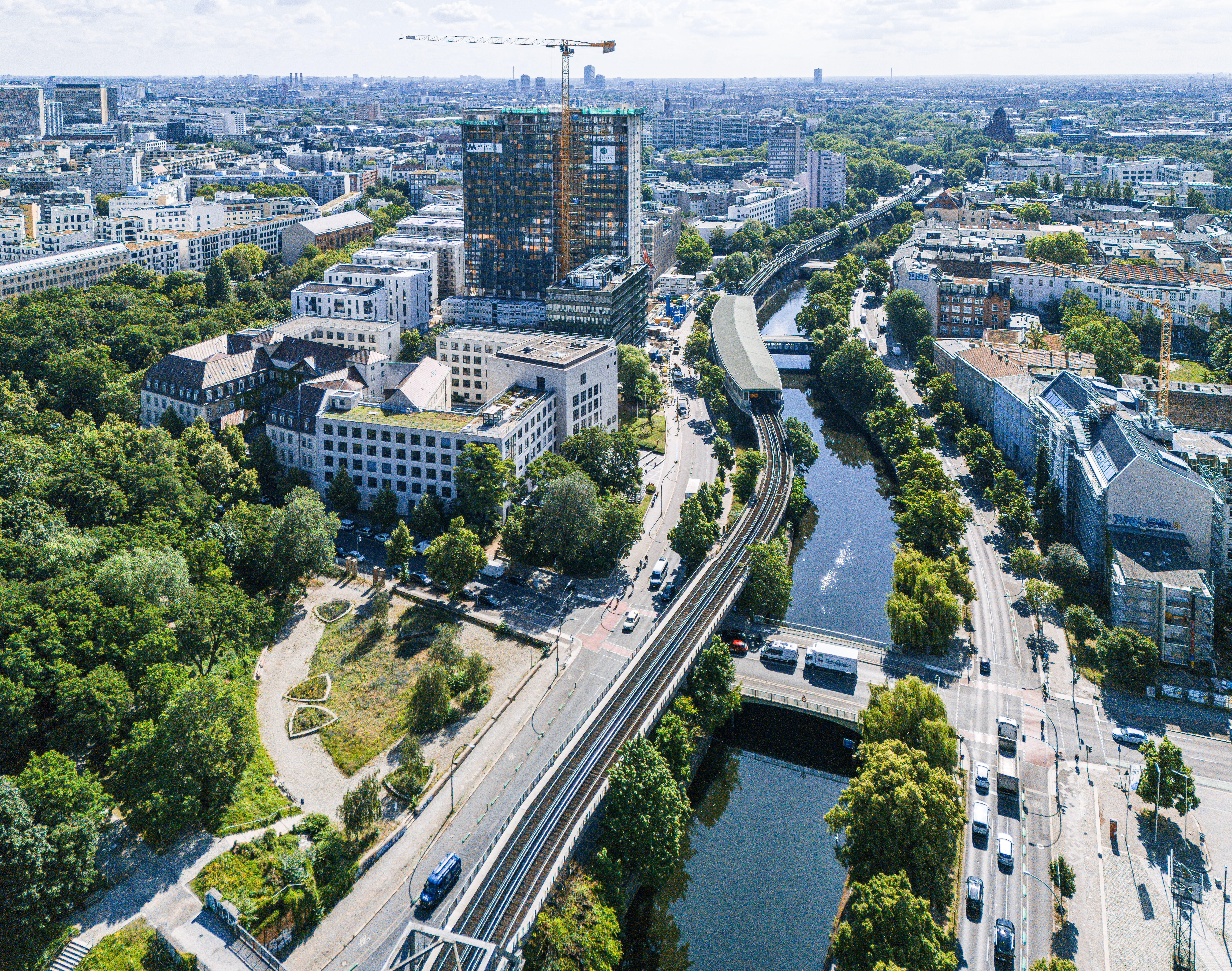
Blick auf Friedrichshain-Kreuzberg, 2024

### Lage
In der Nähe der Alexandrinenstraße 12 im Ortsteil Kreuzberg liegt der geometrische Schwerpunkt Berlins. (Lage) Der Bezirk Friedrichshain-Kreuzberg grenzt Im Norden an den Bezirk Mitte und Bezirk Pankow, im Osten an den Bezirk Lichtenberg, im  Süden an den Bezirk Treptow-Köpenick und Neukölln. Im Westen und Südwesten grenzt er an den Bezirk Tempelhof-Schöneberg.

### Ortsteile
Friedrichshain-Kreuzberg ist einer von zwei Bezirken (neben dem Bezirk Mitte), die aus Teilen des ehemaligen Ost- und West-Berlin bestehen. Die beiden Ortsteile des heutigen Bezirks, Friedrichshain und Kreuzberg, sind durch die Spree voneinander getrennt. Die Oberbaumbrücke verbindet beide Altbezirke und ist damit zum Wahrzeichen des neuen Verwaltungsbezirks geworden, was im Bezirkswappen zum Ausdruck gebracht wird.
Beide Ortsteile gehören zu den Szenevierteln Berlins und erleben durch die hohe Nachfrage nach Wohnraum einen Strukturwandel in Form von Gentrifizierung (Sozioökonomische Stadtteilaufwertung). Da Kreuzberg und Friedrichshain seit der Fusion im Sprachgebrauch mitunter als Einheit betrachtet werden, haben sich Verkürzungen wie „Kreuzhain“, „Xhain“  oder „FR-KR“ etabliert.
Eine Kuriosität ist, dass die Flussinsel Großer Wall im Ortsteil Hakenfelde des Bezirks Spandau der Verwaltung des Bezirksamtes Friedrichshain-Kreuzberg unterstellt ist.
Eine Reihe von historischen Stadtteilbezeichnungen auf dem Gebiet des Bezirks, wie zum Beispiel Luisenstadt und Tempelhofer Vorstadt, leben in den Bezeichnungen der Grundbücher weiter.

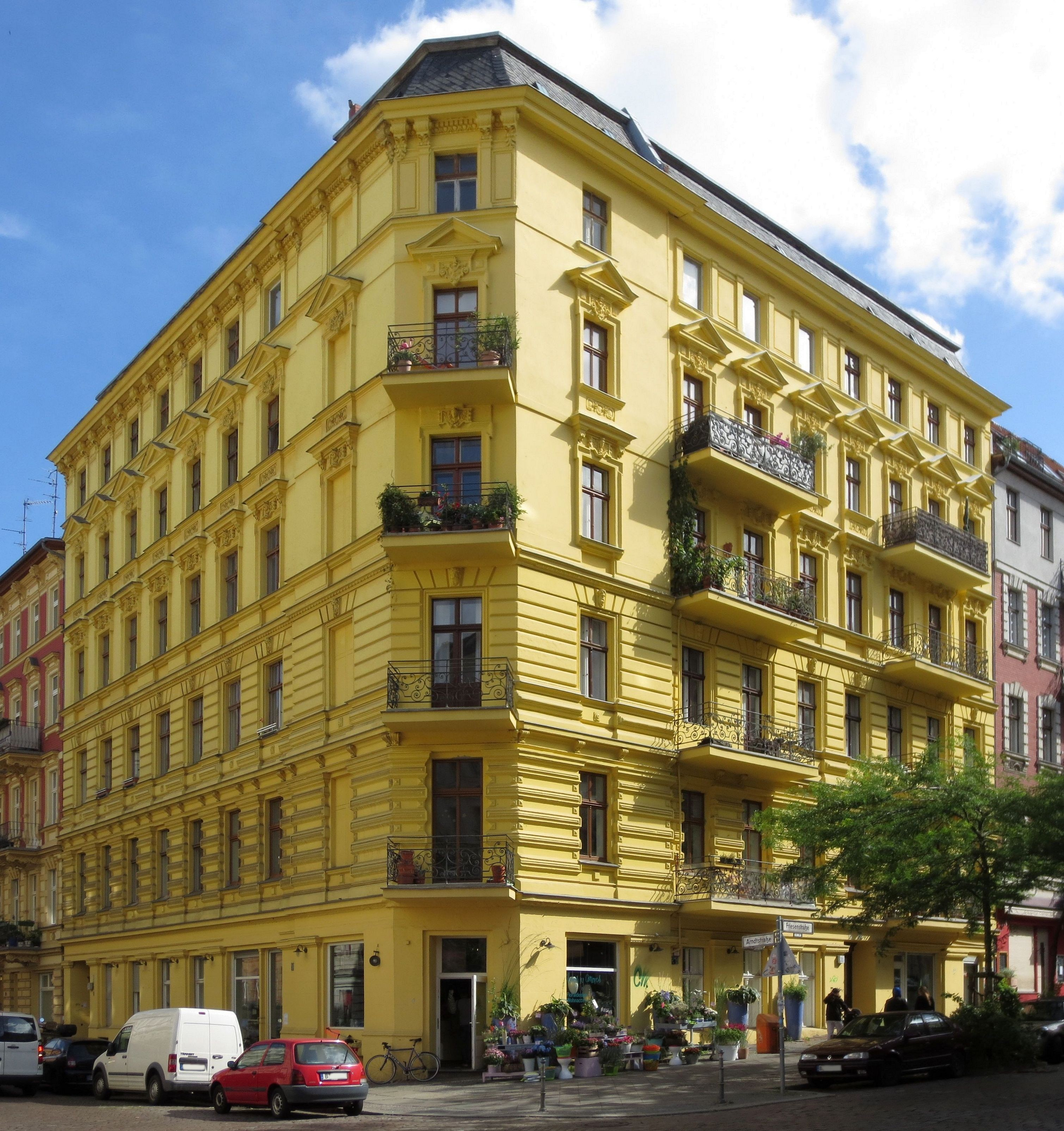
Bauensemble am Chamissoplatz

| Ortsteil und Ortslagen                                   | Fläche (km²) | Einwohner 31. Dezember 2024 | Einwohner pro km² | Lage |
| -------------------------------------------------------- | ------------ | --------------------------- | ----------------- | ---- |
| 0201 Friedrichshain - Stralau - Oberbaum City - Boxhagen | 9,78         | 141.206                     | 14.438            |      |
| 0202 Kreuzberg - SO 36 - Kreuzberg 61                    | 10,40        | 151.418                     | 14.559            |      |

### Parks
- Volkspark Friedrichshain
- Märchenbrunnen
- Görlitzer Park
- Viktoriapark (am Kreuzberg)

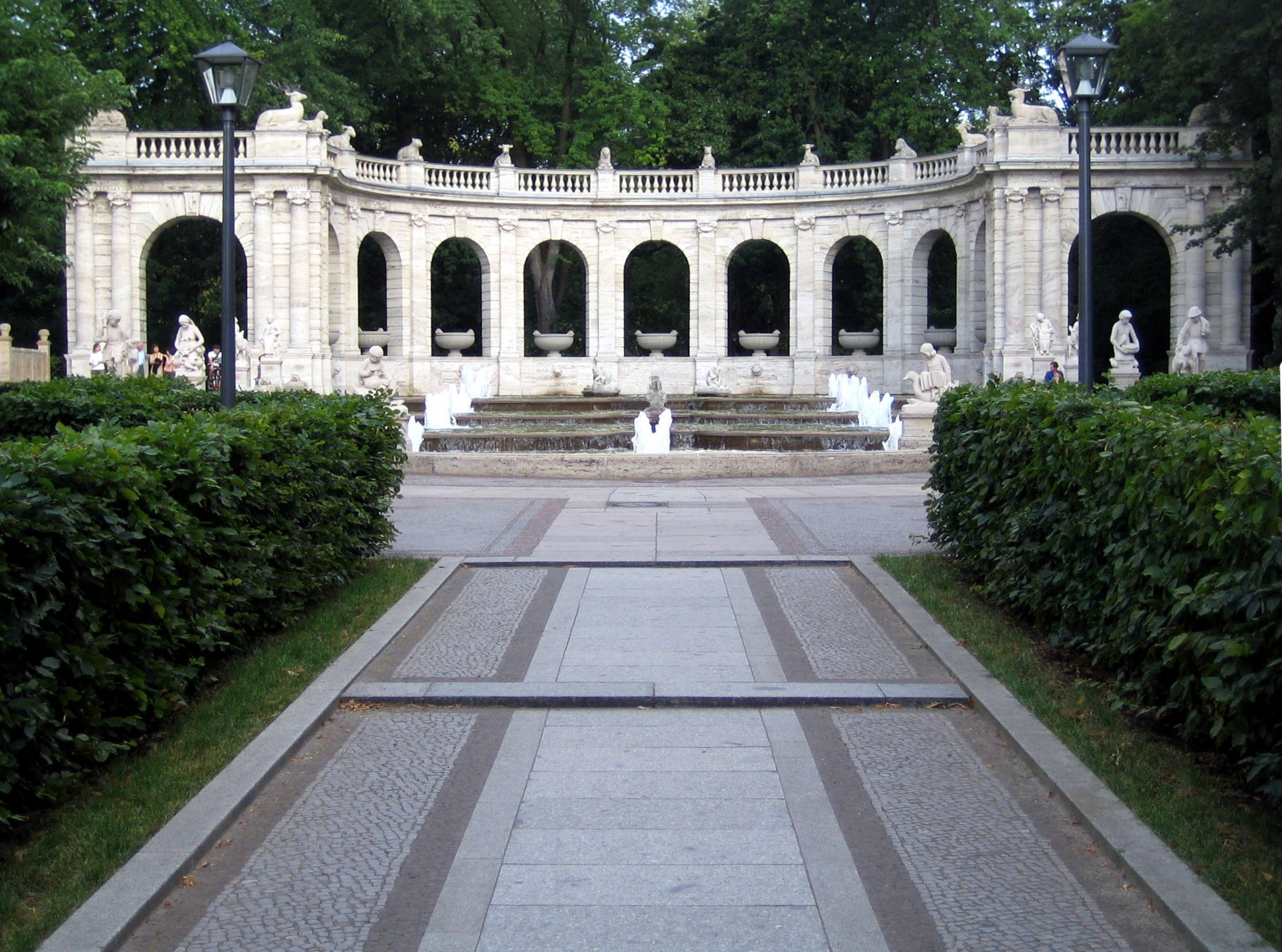
Märchenbrunnen im Volkspark Friedrichshain

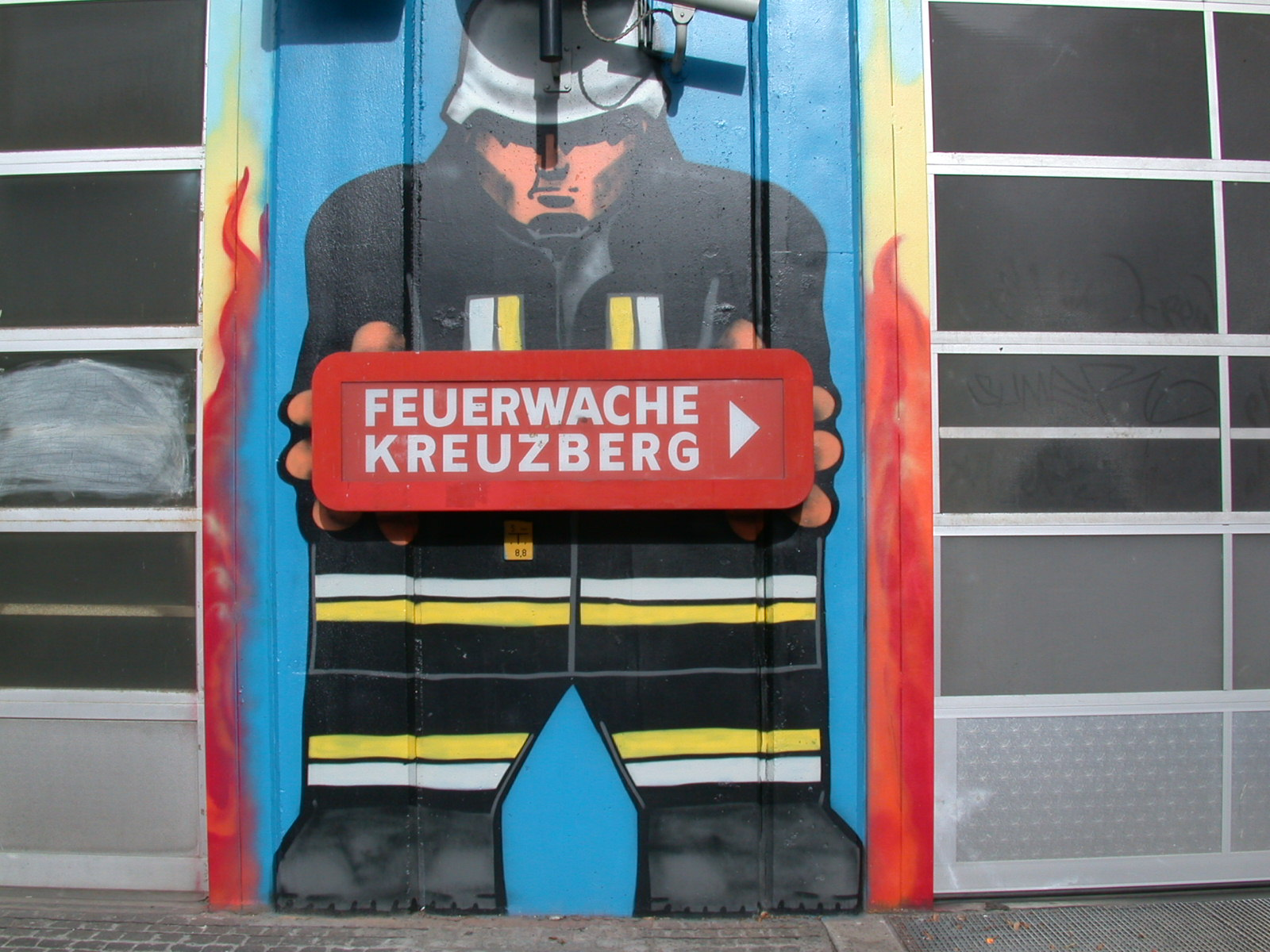
Sprühkunst in Kreuzberg

- Park an der Spree nahe der East Side Gallery

### Ortslagen, Straßen und Plätze
- Karl-Marx-Allee
- Frankfurter Tor
- Checkpoint Charlie
- Kreuzberg mit Nationaldenkmal
- Bergmannkiez
- Kreuzberg 36 mit Kottbusser Tor, Oranienstraße und Oranienplatz
- Boxhagener Platz
- Wrangelkiez mit Schlesischem Tor
- Admiralbrücke
- Südstern
- Oberbaumbrücke und Oberbaum City
- Riehmers Hofgarten (denkmalgeschütztes Gründerzeit-Ensemble)
- Rigaer Straße
- Zossener Straße

### Umwelt
Der Bezirk Friedrichshain-Kreuzberg zählt mit etwa 12.600 Meldungen im Jahr 2017 an das Ordnungsamt zu den am meisten durch Müll im öffentlichen Raum belasteten Berliner Bezirken. Die öffentliche Verschmutzung wird durch private Sperrmüllablagerungen, nicht entfernte Fahrradwracks, Abfall jeglicher Art, weggeworfene Flaschen und Zigarettenreste hervorgerufen. Die Gewässer im Landwehrkanal und der Spree sind durch die geringe Abfallbeseitigung ebenfalls  von Vermüllung belastet.

## Geschichte

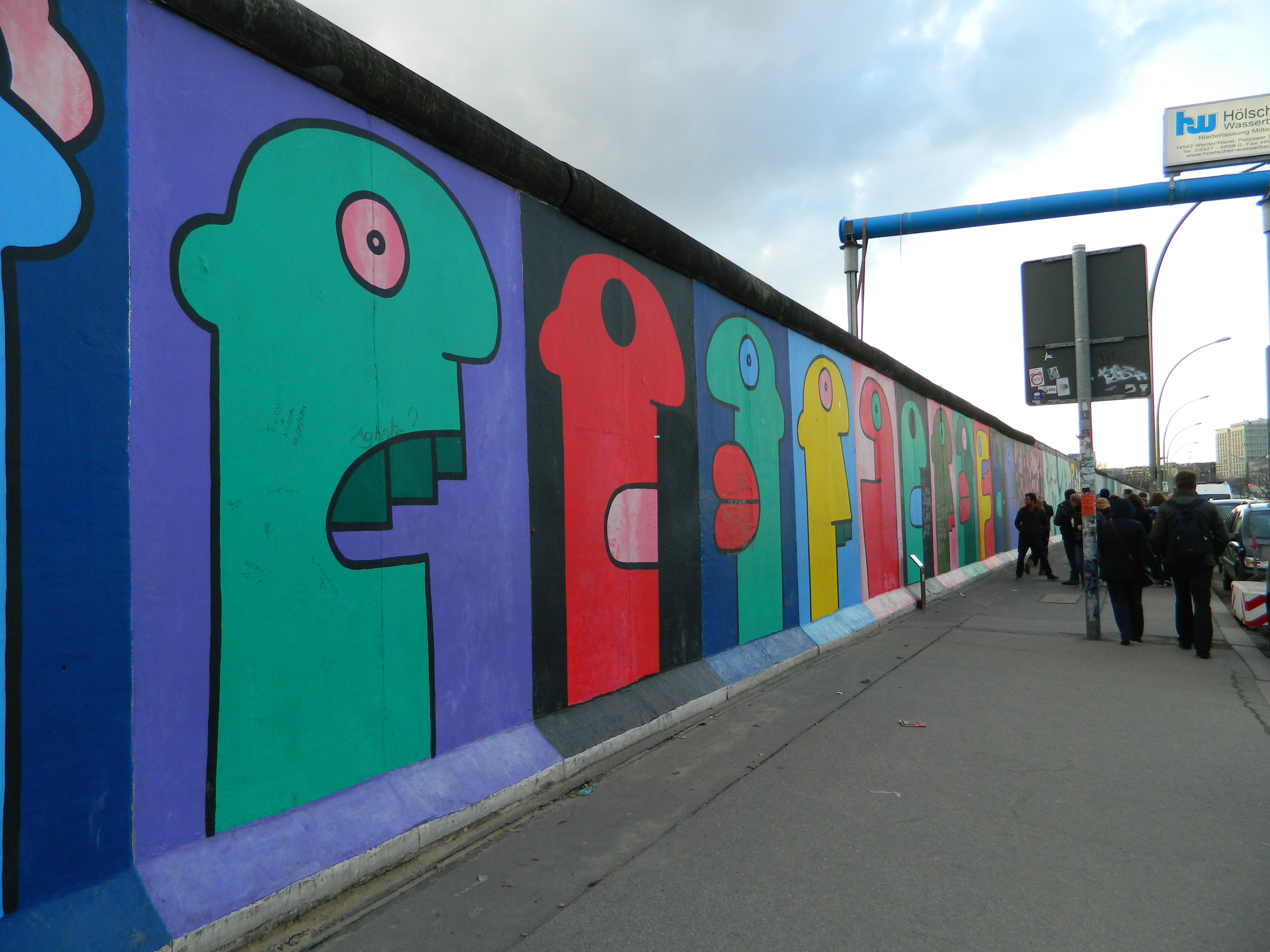
Teil der Berliner Mauer (1961–1989), seit 1990: East Side Gallery

### 1920–2000
Bei der Gründung Groß-Berlins 1920 entstand der Bezirk Friedrichshain, er umfasste den größten Teil der Stralauer Vorstadt, einen kleinen Teil der Königsstadt und Stralau. Der Name Friedrichshain war als Stadtgebietsname neu und leitete sich vom Volkspark am Rande des damaligen Bezirks her, der wiederum auf den König Friedrich II. Bezug nahm.
Der Bezirk Kreuzberg wurde 1920 aus der Tempelhofer Vorstadt, der Oberen Friedrichsvorstadt, der südlichen Friedrichstadt und einem großen Teil der Luisenstadt gebildet. Seinen Namen erhielt er nach der im Südwesten gelegenen Anhöhe, dem Kreuzberg im heutigen Viktoriapark.
Bis nach dem Mauerfall befand sich der Stadtbezirk Friedrichshain in Ost-Berlin, der Stadtbezirk Kreuzberg in West-Berlin. Die Teilung war das Ergebnis des Zweiten Weltkriegs. So hatten sie eine unterschiedliche politische und verwaltungstechnische Entwicklung genommen.

### Seit 2001
Am 1. Januar 2001 wurden die zuvor eigenständigen Berliner Bezirke Kreuzberg und Friedrichshain zum neuen Bezirk Friedrichshain-Kreuzberg vereinigt. Ein Ergebnis der Zusammenlegung war, dass ein neues Bezirksamt gebildet wurde und der Sitz festzulegen war. Das Rathaus des neuen Bezirks und der Sitz des Bezirksbürgermeisters bzw. der Bezirksbürgermeisterin wurde das bisherige Rathaus Friedrichshain in der Rathaus-Passage (seit 2018: Rigaer Passage) in der Frankfurter Allee 35/37. Im ehemaligen Rathaus Kreuzberg, Yorckstraße 4–11 wurden Teile des Bezirksamtes und ein Bürgeramt untergebracht. Außerdem wurde es Sitz und Tagungsort der Bezirksverordnetenversammlung. Es gibt weitere Außenstellen. Ein neues Bezirkswappen wurde dem Bezirk am 7. Oktober 2003 vom Senat des Landes Berlin verliehen.
Im Jahr 2014 fand ein Flächentausch mit dem benachbarten Bezirk Tempelhof-Schöneberg statt (Lilienthaldreieck, Yorckstraße), um Flächen für sportliche Nutzungen beider Bezirke besser handhaben zu können.

## Bevölkerung

### Überblick
Am 31. Dezember 2024 zählte der Bezirk Friedrichshain-Kreuzberg 266.583 Einwohner auf einer Fläche von 20,2 Quadratkilometern. Am gleichen Stichtag lag die Bevölkerungsdichte bei 13.106 Einwohnern pro Quadratkilometer. Friedrichshain-Kreuzberg zählte damit zu den am dichtesten besiedelten Orten in Deutschland und Europa.
| Jahr | Einwohner |
| ---- | --------- |
| 2001 | 245.712   |
| 2002 | 247.508   |
| 2003 | 249.267   |
| 2004 | 252.069   |
| 2005 | 255.181   |
| 2006 | 259.071   |
| 2007 | 260.437   |
| 2008 | 262.251   |
| 2009 | 259.967   |
| 2010 | 261.090   |

| Jahr | Einwohner |
| ---- | --------- |
| 2011 | 265.361   |
| 2012 | 269.471   |
| 2013 | 273.517   |
| 2014 | 275.691   |
| 2015 | 278.393   |
| 2016 | 281.323   |
| 2017 | 283.974   |
| 2018 | 289.120   |
| 2019 | 290.386   |
| 2020 | 289.787   |

| Jahr | Einwohner |
| ---- | --------- |
| 2021 | 289.014   |
| 2022 | 293.231   |
| 2023 | 293.454   |
| 2024 | 292.624   |

Die unten stehenden Einwohnerzahlen (Stand: jeweils 31. Dezember) basieren, abweichend von der Bevölkerungsfortschreibung des Amtes für Statistik Berlin-Brandenburg, auf Daten des Einwohnermelderegisters des Berliner Landesamtes für Bürger- und Ordnungsangelegenheiten.

### Bevölkerungsstruktur
Die folgende Tabelle zeigt Angaben zur Struktur der Bevölkerung von Friedrichshain-Kreuzberg am 31. Dezember 2024.
| Geschlecht      | Anzahl  | Anteil |
| --------------- | ------- | ------ |
| männlich        | 150.002 | 51,2 % |
| weiblich        | 142.622 | 48,8 % |
| Insgesamt       | 292.624 | 100 %  |
|                 |         |        |
|                 |         |        |
| Altersgruppen   |         |        |
| unter 20        | 048.125 | 16,4 % |
| 20 bis unter 40 | 111.536 | 38,1 % |
| 40 bis unter 65 | 100.814 | 34,5 % |
| ab 65           | 032.149 | 11,0 % |
| Insgesamt       | 292.624 | 100 %  |

| Herkunft                            | Anzahl  | Anteil |
| ----------------------------------- | ------- | ------ |
| Deutsche ohne Migrationshintergrund | 147.450 | 50,4 % |
| Deutsche mit Migrationshintergrund  | 055.182 | 18,9 % |
| Ausländer                           | 089.992 | 30,7 % |
| Insgesamt                           | 292.624 | 100 %  |
|                                     |         |        |
| Wohnlagen                           |         |        |
| einfache Wohnlagen bzw. ohne Angabe | 076.818 | 26,2 % |
| mittlere Wohnlagen                  | 145.343 | 49,7 % |
| gute Wohnlagen                      | 070.463 | 24,1 % |
| Insgesamt                           | 292.624 | 100 %  |

| Religion            | Anzahl  | Anteil |
| ------------------- | ------- | ------ |
| evangelisch         | 024.175 | 08,3 % |
| römisch-katholisch  | 017.094 | 05,8 % |
| sonstige bzw. keine | 251.355 | 85,9 % |
| Insgesamt           | 292.624 | 100 %  |

Das Durchschnittsalter lag am 31. Dezember 2024 bei 39,4 Jahren (Berliner Durchschnitt: 42,8 Jahre). Damit ist Friedrichshain-Kreuzberg der Berliner Bezirk mit der jüngsten Bevölkerung.
Der Bezirk Friedrichshain-Kreuzberg hat einen geschätzten muslimischen Bevölkerungsanteil von rund 20 %. Menschen mit türkischer Herkunft bildeten die größte Minderheitengruppe innerhalb des Bezirks.

## Wirtschaft

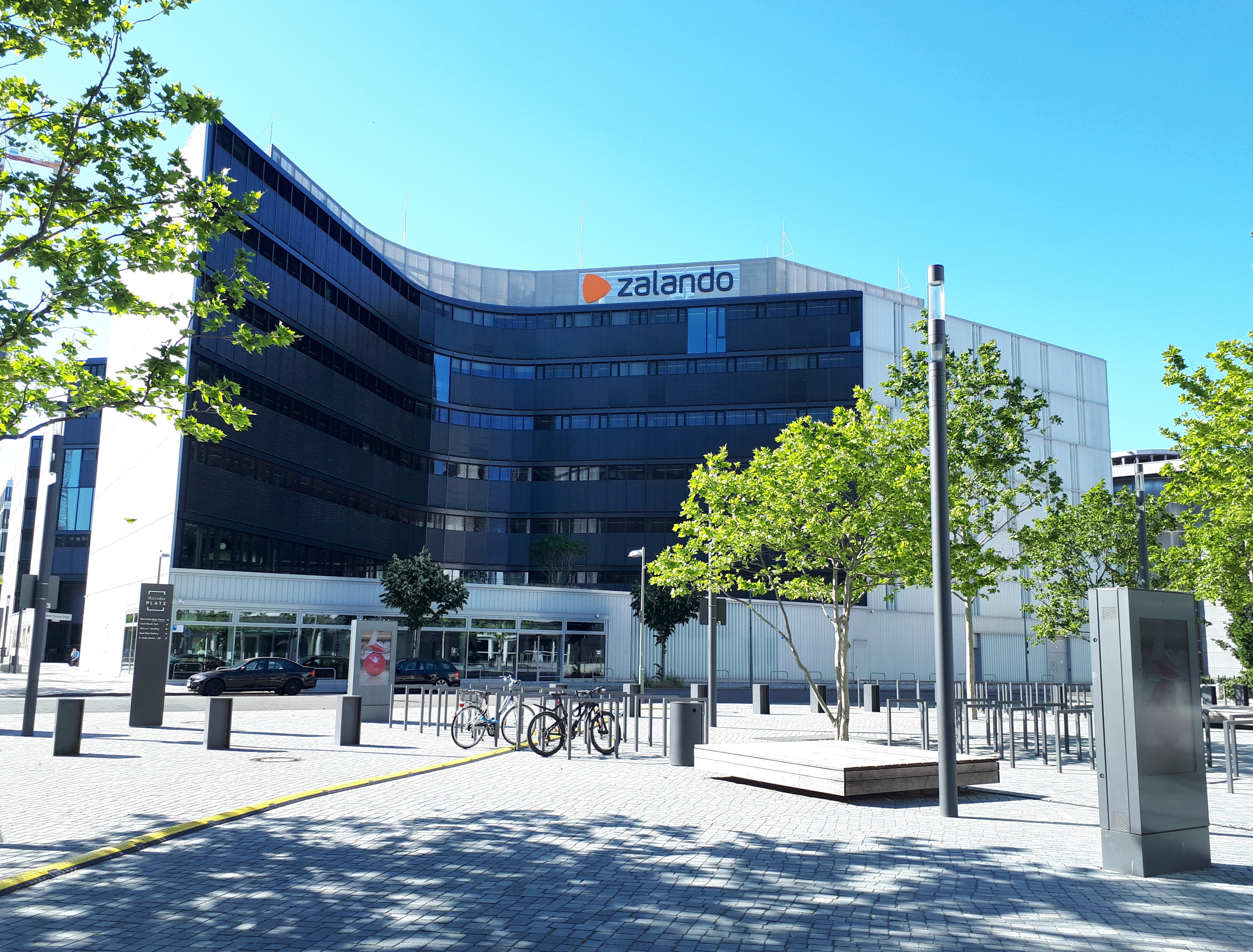
Firmensitz des Mode- und Kosmetikhändlers Zalando

Die Arbeitslosenquote im Bezirk bezifferte sich im Juli 2024 auf 9,9 % (Berlin: 9,6 %).

### Unternehmen
Zwei der umsatzstärksten Unternehmen Berlins, das Medienunternehmen Axel Springer SE und der Internethändler Zalando, haben ihren Firmensitz im Bezirk. Zahlreiche deutsche Jungfirmen, die im 21. Jahrhundert gegründet wurden, siedelten sich nach dem Jahr 2000 hier an.
(Stand: 2024)
- AUTO1 Group, Online-Autohändler, Verwaltungsstandort
- Bundesdruckerei, staatliche Sicherheitsdruckerei
- Coca-Cola, Deutschlandsitz
- elumeo Gruppe, CDAX gelisteter Edelsteinschmuck-Hersteller, Firmensitz
- enpal, Firmensitz
- HelloFresh, Firmensitz
- rebuy, Online-Händler, Firmensitz
- Rocket Internet, Beteiligungsunternehmen, Firmensitz
- Solaris (Kreditinstitut), Firmensitz

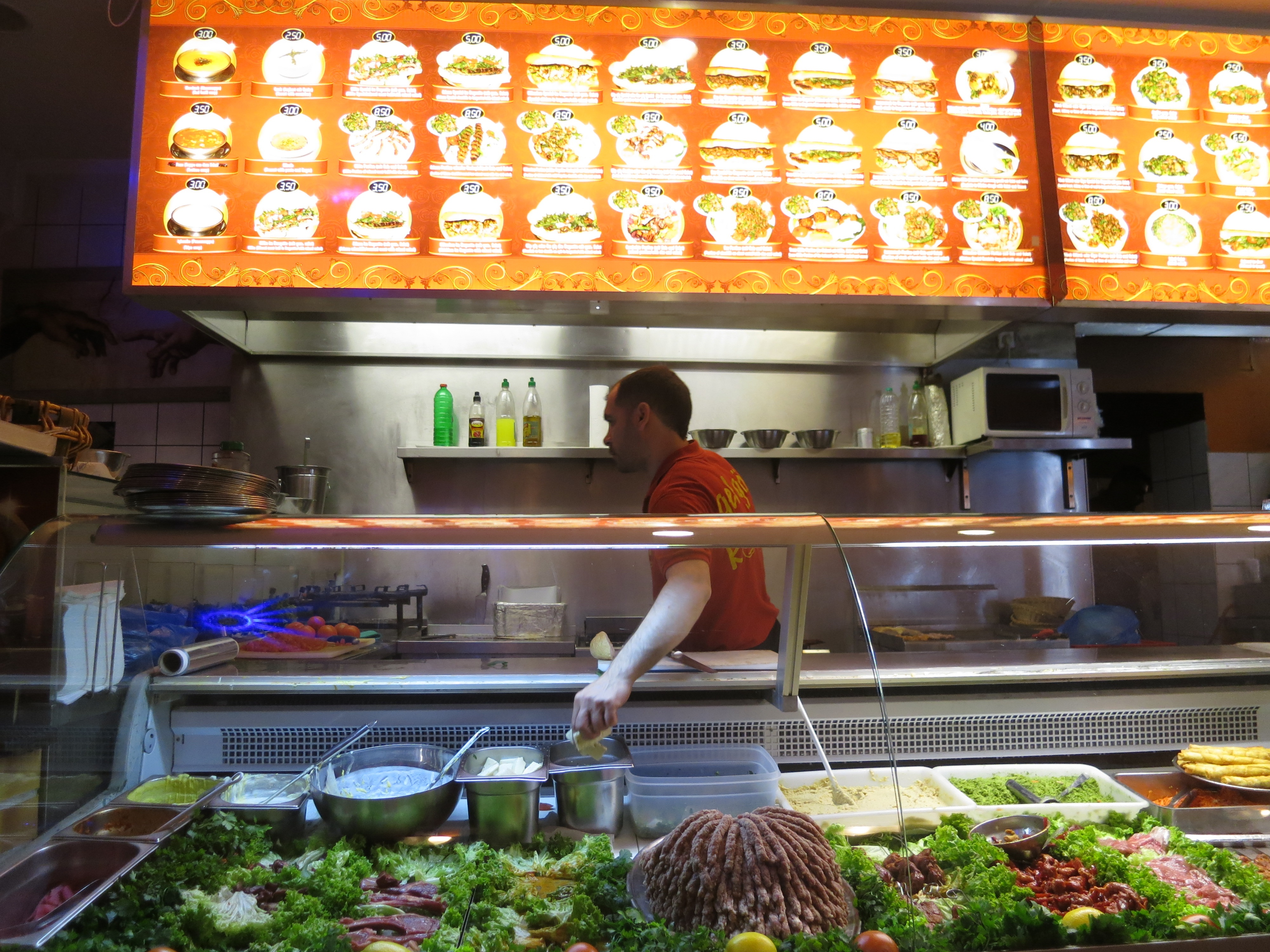
Im Bezirk sind viele Gewerbe im Besitz türkischstämmiger Berliner

- Universal Music Deutschlandsitz

### Gewerbe und Handwerk
Im Jahr 2014 wurden in Friedrichshain-Kreuzberg 4276 Gewerbeanmeldungen und 2736 Gewerbeabmeldungen verzeichnet.
Die Handwerkskammer Berlin, ein Unternehmensverband für Handwerksbetriebe, hat ihren Sitz in Friedrichshain-Kreuzberg. Im Jahr 2015 waren von den 30.015 in Berlin vertretenen Handwerksfirmen insgesamt 1.894 im Bezirk Friedrichshain-Kreuzberg gemeldet.

### Medien
(Stand: 2024)

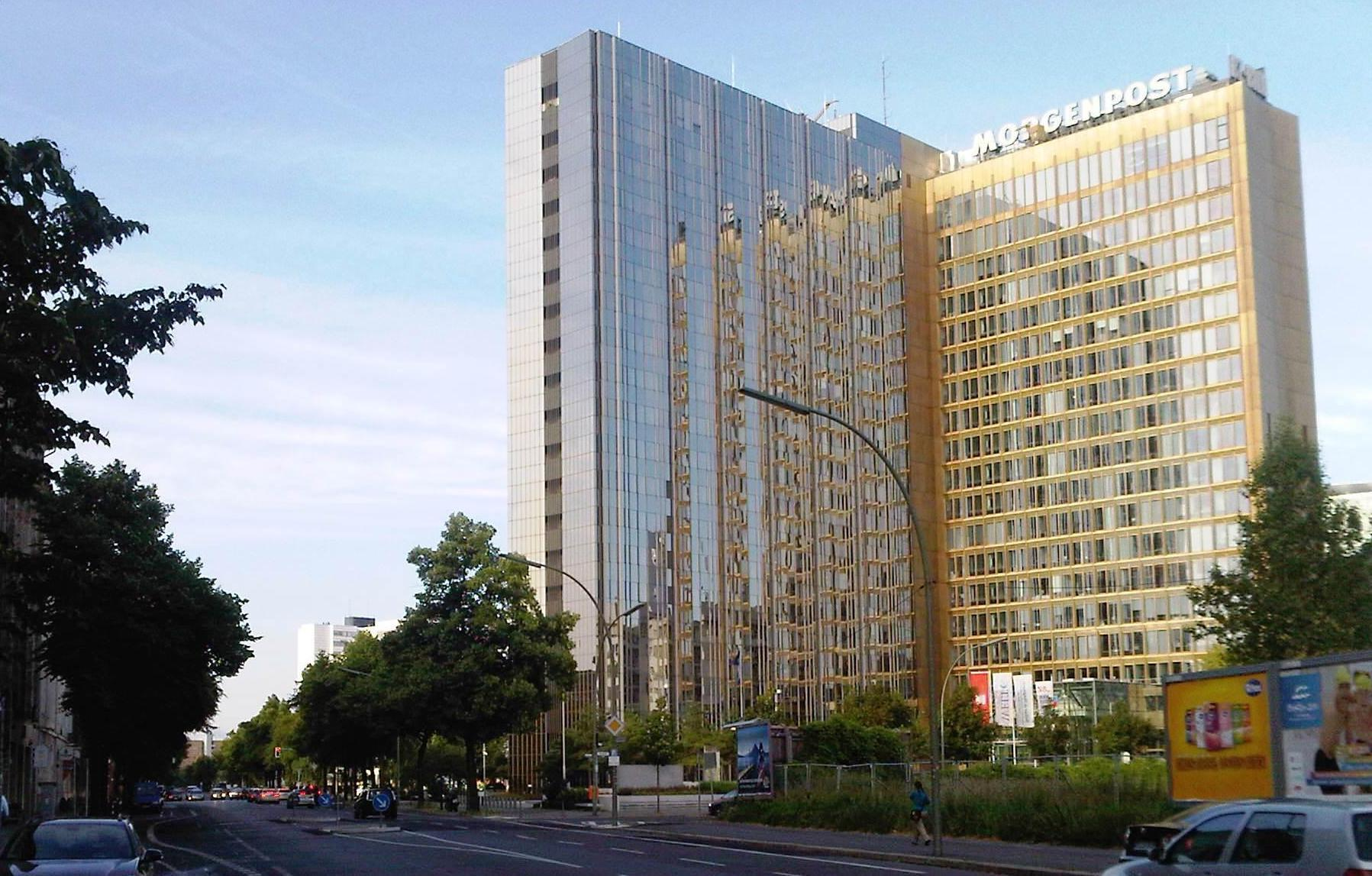
Hauptsitz der Axel Springer SE

- Axel Springer SE, Medienunternehmen
- Der Tagesspiegel, Tageszeitung
- Neues Deutschland, Tageszeitung
- taz, Tageszeitung
- Handelsblatt-Today, Redaktion
- Die Zeit, Online-Redaktion der Tageszeitung
- 11 Freunde, Magazin für Fußballkultur
- Cicero, Zeitschrift
- Flux FM, Radiosender
- nebenan.de, Internet-Plattform
- Florida Entertainment, Fernsehproduktion
- Hansa Studios, Tonstudio

## Infrastruktur

### Straßenverkehr
Die Bundesstraßen B 1, B 5, B 96 und B 96a führen durch Friedrichshain-Kreuzberg. Die Karl-Marx-Allee in Friedrichshain zählt mit einer Breite von über 60 Metern zu den breitesten Berliner Innenstadtstraßen. Zahlreiche Wohngebietsstraßen, die oft eng bebaut sind, erschließen den Bezirk.
Die  geringste Pkw-Dichte im Vergleich zu allen Bezirken gab es im Jahr 2023 mit 171 pro 1000 Einwohner in Friedrichshain-Kreuzberg (berlinweit: 278, deutschlandweit: 580). Die ansässige Bevölkerung des Innenstadtbereichs zählt damit zu Pkw-ärmsten in Deutschland.

### Öffentlicher Personennahverkehr
Die S-Bahn-Linien S1, S2, S3, S5, S7, S8, S9, S25, S26, S41, S42, S75 und S85 sowie die U-Bahn-Linien U1, U2, U3, U5, U6, U7 und U8 führen durch den Bezirk.
Der in Friedrichshain gelegene Bahnhof Ostkreuz ist mit täglich über 120.000 Bahnnutzern einer der größten Umsteigebahnhöfe Berlins. Der Bahnhof wurde bis 2018 umgebaut und an das Regionalbahnnetz angeschlossen. Die Bauarbeiten führten zu einer massiven Umgestaltung des Platzes vor dem Bahnhof und zur Errichtung eines neuen Bahnhofsgebäudes.
Der Ostbahnhof ist ein Fern- und Nahverkehrsbahnhof im Bezirk und gilt nach dem Hauptbahnhof und dem Bahnhof Südkreuz als drittgrößter Bahnhof Berlins.

### Fahrradverkehr
Über 75 % der im Bezirk lebenden Bevölkerung besitzt im Jahr 2020 ein Fahrrad. Das ist mehr als der Durchschnitt der Gesamtberliner Einwohnerschaft. Die Oberbaumbrücke, die die beiden Ortsteile Kreuzberg und Friedrichshain verbindet, zählt zu den am meisten von Radfahrern frequentierten Passagen in Berlin.

### Bebauung
Die Anzahl der Wohnungen in Wohn- und Nichtwohngebäuden in Friedrichshain-Kreuzberg im Jahr 2018 belief sich auf 153.614 (Berlin: 1.950.000). Der Anteil an Mietwohnungen, im Gegensatz zu Eigentumswohnungen, am Gesamtbestand liegt im Bezirk bei 95,7 % im Jahr 2017 und damit über dem Berliner Durchschnitt von 84,8 % (Deutschland: 55 %).

## Politik

Rathaus und Bürgeramt des Bezirks

### Bezirksverordnetenversammlung
Die Wahl zur Bezirksverordnetenversammlung (BVV) des Bezirks Friedrichshain-Kreuzberg am 12. Februar 2023 führte zu folgendem Ergebnis:
| Wahl zur Bezirksverordnetenversammlung Friedrichshain-Kreuzberg 2023Wahlbeteiligung: 57,9 % 403020100 34,520,613,513,23,63,43,37,9 GrüneLinkeSPDCDUAfDPARTEIFDPSonst.Gewinne und Verlusteim Vergleich zu 2021 %p 6 4 2 0 −2 −4 −6−0,1−1,0−1,3+5,3+0,5−0,3−1,4−5,3GrüneLinkeSPDCDUAfDPARTEIFDPSonst. | Sitzverteilung (Stand: 2025)Insgesamt 55 Sitze - Grüne: 21 - Linke: 11 - SPD: 9 - CDU: 8 - AfD: 2 - PARTEI: 2 - FDP: 2 |

Ein Bezirksverordneter wechselte 2024 von der Linken zur SPD.

### Bezirksbürgermeister
| Amtszeit                             | Bezirksbürgermeister | Partei                |
| ------------------------------------ | -------------------- | --------------------- |
| 01. Januar 2001 – 31. Januar 2002    | Bärbel Grygier       | PDS                   |
| 01. Februar 2002 – 14. November 2006 | Cornelia Reinauer    | PDS                   |
| 15. November 2006 – 31. Juli 2013    | Franz Schulz         | Bündnis 90/Die Grünen |
| 01. August 2013 – 5. Dezember 2021   | Monika Herrmann      | Bündnis 90/Die Grünen |
| seit 6. Dezember 2021                | Clara Herrmann       | Bündnis 90/Die Grünen |

Der Bezirk Friedrichshain-Kreuzberg ist auf Landesebene im Rat der Bürgermeister vertreten.

### Bezirksamt

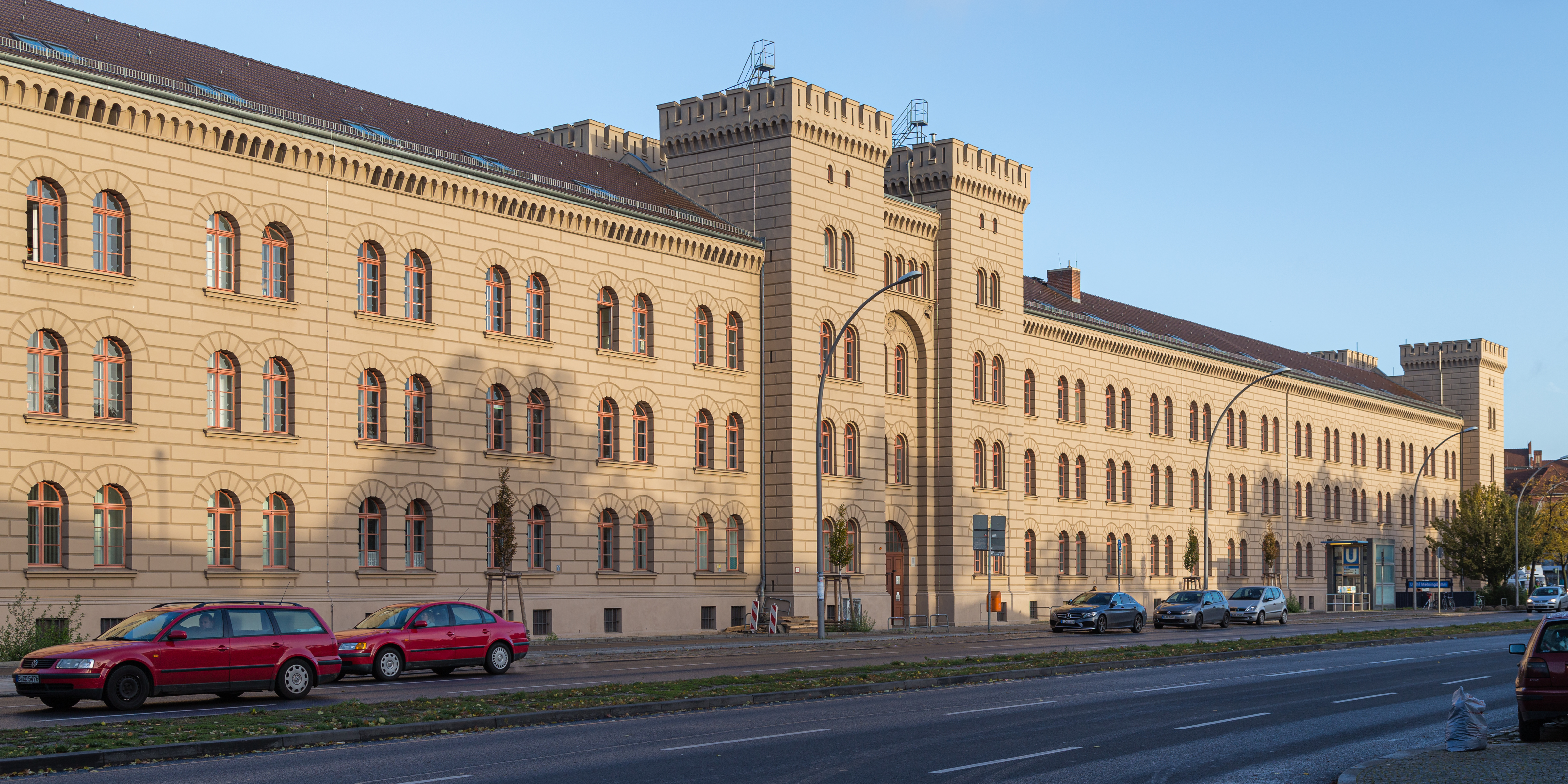
Finanzamt des Bezirks

Das Bezirksamt ist die kommunale Verwaltung für den Berliner Bezirk Friedrichshain-Kreuzberg mit seinen über 290.000 Einwohnern. Die Behörde ist im Jahr 2023 Arbeitgeber für rund 2.000 Berufstätige in unterschiedlichen Ämtern.
Mitglieder des Bezirksamts sind (Stand: 2025):
|                      | Partei                | Funktion                                | Geschäftsbereich                               |
| -------------------- | --------------------- | --------------------------------------- | ---------------------------------------------- |
| Clara Herrmann       | Bündnis 90/Die Grünen | Bezirksbürgermeisterin                  | Finanzen, Personal, Wirtschaft und Kultur      |
| Regine Sommer-Wetter | Die Linke             | stellvertretende Bezirksbürgermeisterin | Soziales, Beschäftigung und Bürgerdienste      |
| Annika Gerold        | Bündnis 90/Die Grünen | Bezirksstadträtin                       | Verkehr, Grünflächen, Ordnung und Umwelt       |
| Florian Schmidt      | Bündnis 90/Die Grünen | Bezirksstadtrat                         | Bauen, Planen und kooperative Stadtentwicklung |
| Andy Hehmke          | SPD                   | Bezirksstadtrat                         | Schule, Sport und Facility Management          |
| Max Kindler          | CDU                   | Bezirksstadtrat                         | Jugend, Familie und Gesundheit                 |

### Wappen
Das Wappen des Bezirks Friedrichshain-Kreuzberg wurde am 7. Oktober 2003 durch den Senat von Berlin verliehen.
Blasonierung: In silbernem Schild mit blauem Wellenschildfuß, belegt mit vier silbernen Wellenfäden, eine rote gezinnte Brücke, die durch zwei spitzbedachte und beknaufte Türme, die mit Zinnen, Zwischendächern, Simsen und schwarzen Schießscharten und Spitzfenstern bedeckt sind, in drei gleichmäßige Bögen unterteilt ist. Die beiden äußeren Bögen sind als Halbbögen dargestellt. Auf dem Schild ruht eine rote dreitürmige Mauerkrone, deren mittlerer Turm mit dem Berliner Wappenschild belegt ist.
Wappenbegründung: Das Wappen ist vom erst 1991 entworfenen Wappen des ehemaligen Bezirks Friedrichshain abgeleitet. Es zeigt mit der Oberbaumbrücke das verbindende Wahrzeichen des neugebildeten Bezirks auf der ehemaligen Grenze der vorherigen Bezirke. Das blaue Wellenband verweist auf die Spree, über die die Oberbaumbrücke führt, und wurde auch aus dem vorherigen Wappen übernommen, das es wiederum aus der blauen Tingierung des Wappens Stralaus entlehnte. Die Mauerkrone ist das verbindende Element aller Berliner Bezirke.

### Polizei

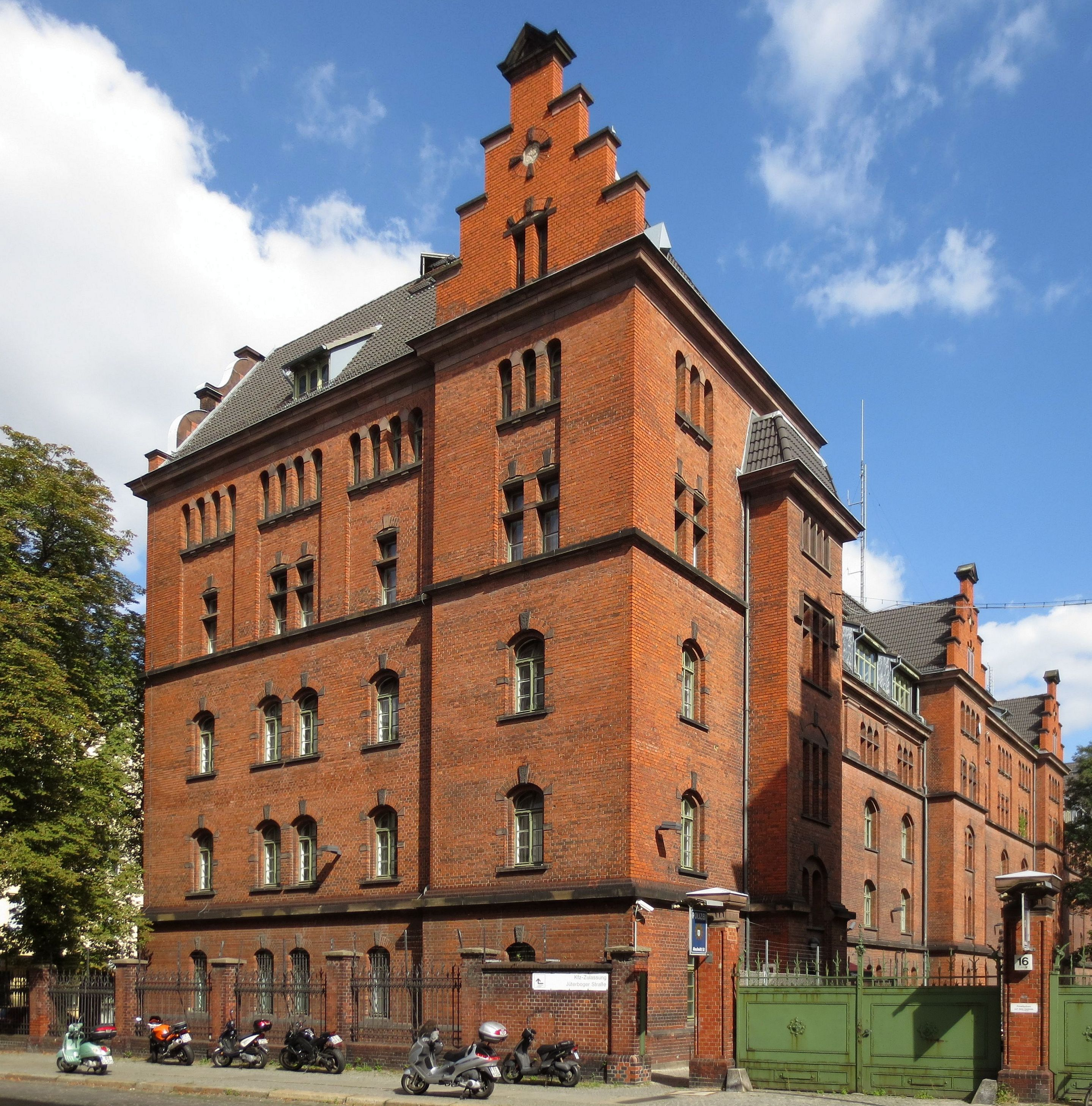
Dienstgebäude der Berliner Polizeidirektion 5

Die Direktion 5 der Berliner Polizei ist für die Bezirke Friedrichshain-Kreuzberg, Neukölln und Mitte zuständig.

### Städtepartnerschaften
Der Bezirk Friedrichshain-Kreuzberg unterhält aktuell zwölf Städtepartnerschaften.
| International San Rafael del Sur, Nicaragua – seit Januar 1986 Kirjat Jam, Israel – seit 1990 Stettin, Polen – seit Juni 1996 Kadıköy (Bezirk von Istanbul), Türkei – seit August 1996 Oborischte (Bezirk von Sofia), Bulgarien – seit Mai 1999 Derik, Rojava, Syrien – seit Februar 2019 Darnyzja (Bezirk von Kiew), Ukraine – seit Mai 2025 | National - Wiesbaden (Hessen) – seit April 1964 - Porta Westfalica (Nordrhein-Westfalen) – seit April 1968 - Landkreis Bergstraße (Hessen) – seit Juli 1969 - Ingelheim am Rhein (Rheinland-Pfalz) – seit Oktober 1971 - Landkreis Limburg-Weilburg (Hessen) – seit März 1980 |

## Bildung

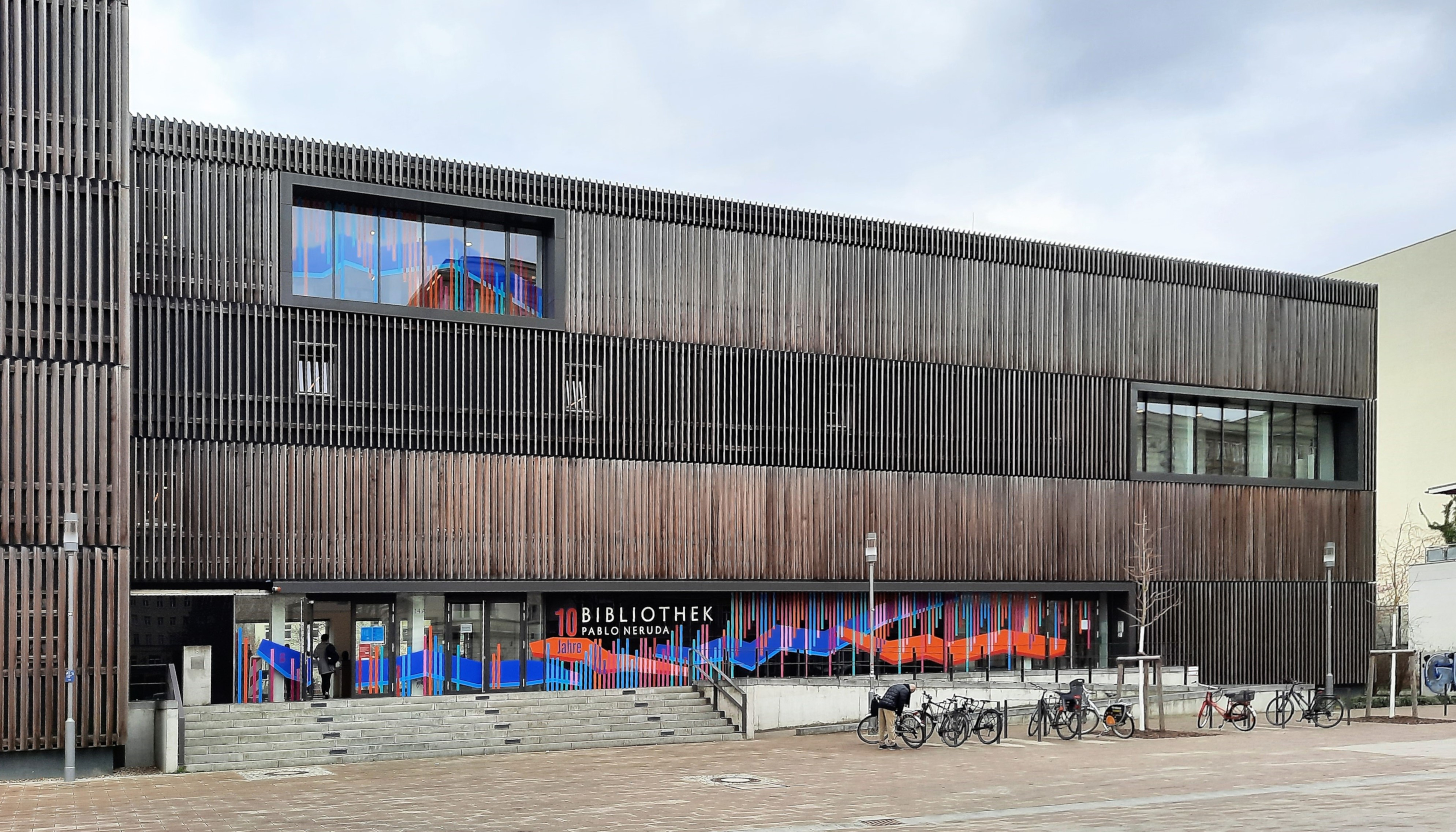
Bezirkszentralbibliothek Friedrichshain-Kreuzberg Pablo Neruda

### Bibliotheken
- Stadtbibliothek Friedrichshain-Kreuzberg
- Amerika-Gedenkbibliothek
- Stadtteil-, Familien- und Mittelpunktsbibliothek[33]

### Schulen
- Andreas-Gymnasium
- Ellen-Key-Schule
- Georg-Friedrich-Händel-Gymnasium
- Heinrich-Hertz-Gymnasium
- Leibniz-Schule
- Modersohn-Grundschule
- Robert-Koch-Gymnasium

### Hochschulen
- University of Applied Sciences Europe

## Kultur
- Europäische Filmakademie

### Gebäude
- Markthalle IX
- St.-Thomas-Kirche

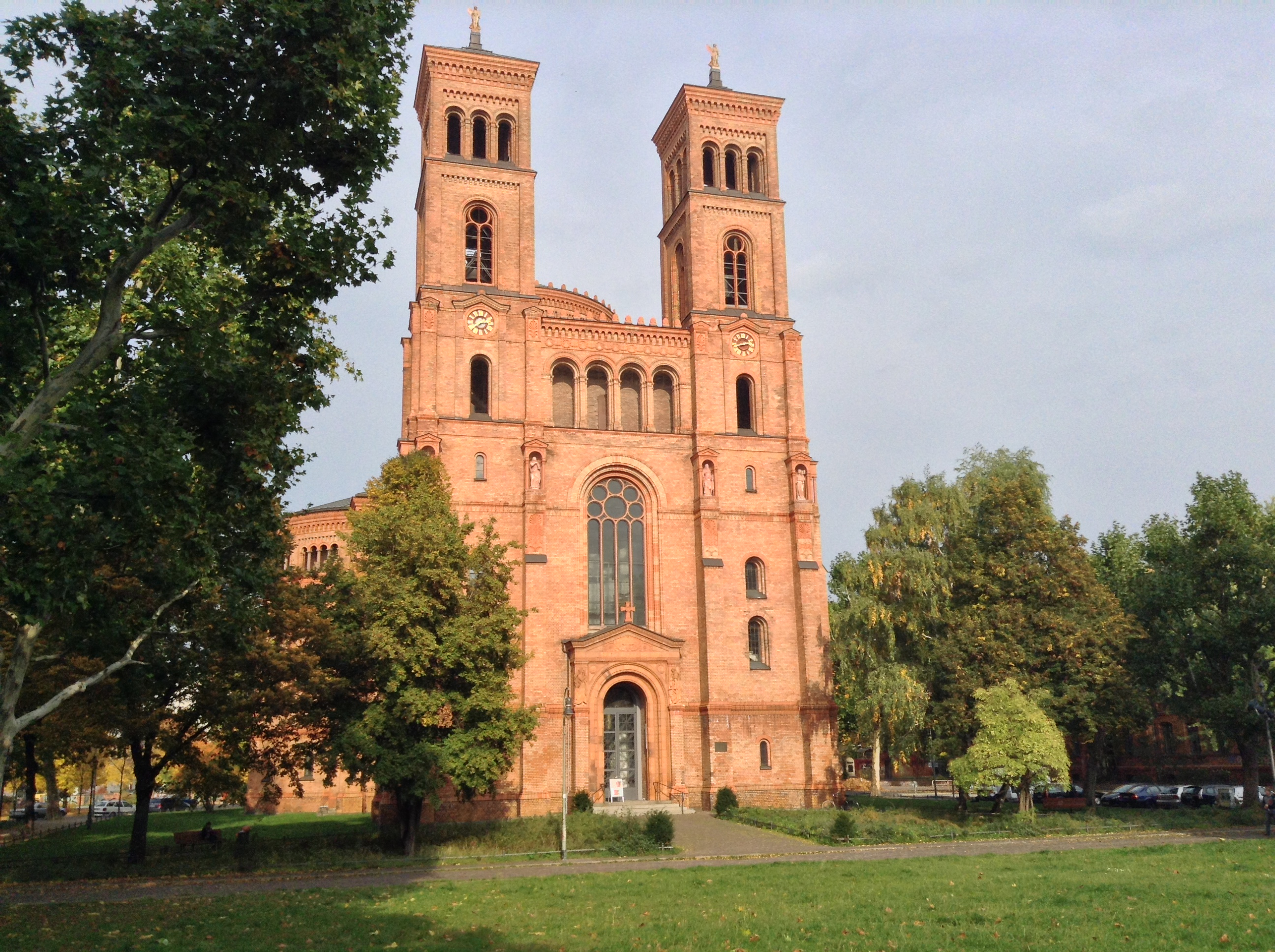
St.-Thomas-Kirche

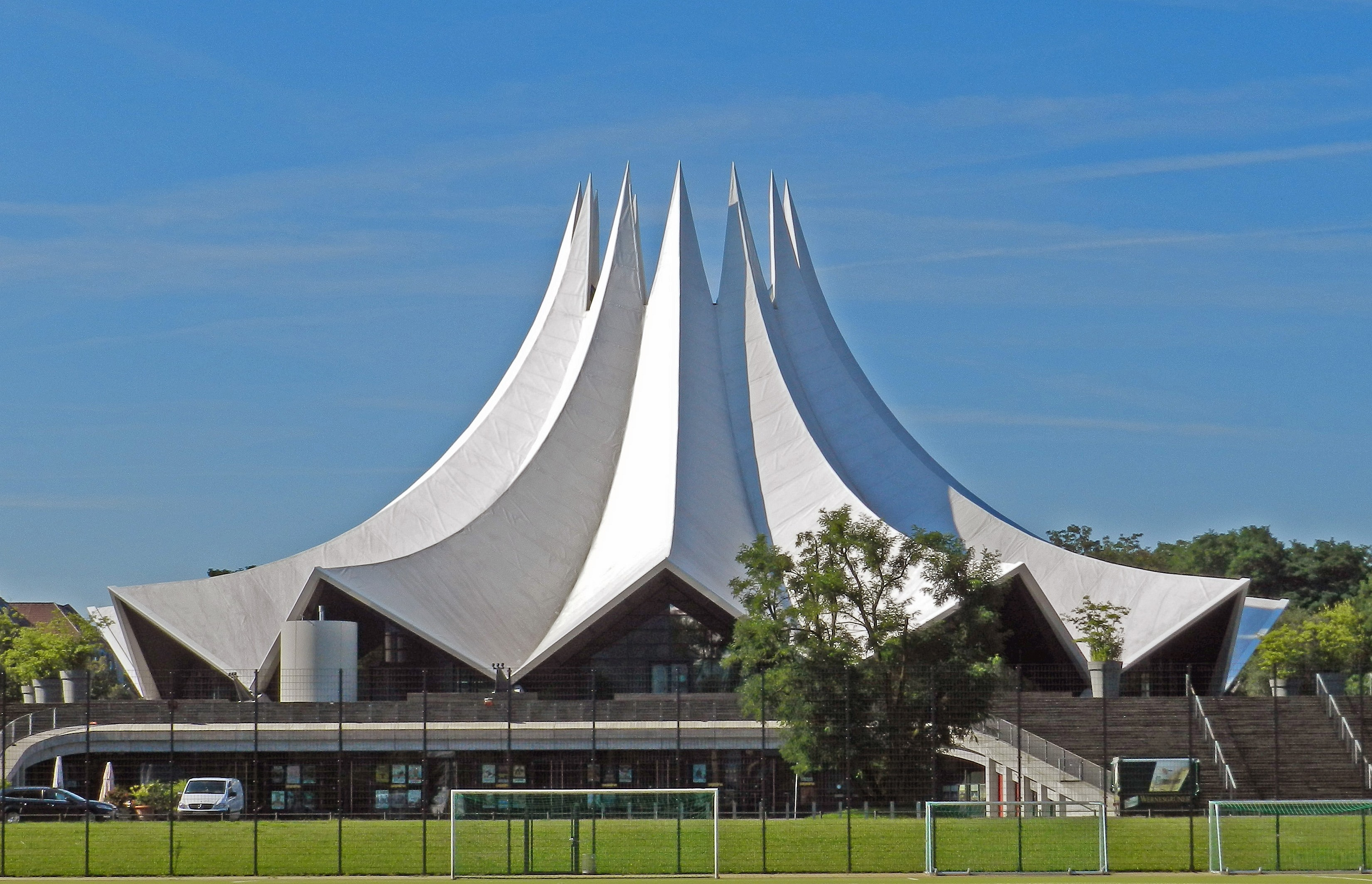
Tempodrom

- Ruine des ehemaligen Anhalter Bahnhofs

### Theater und Kinos
- Hebbel am Ufer (Abkürzung: HAU, Theater)
- English Theatre Berlin
- Tempodrom (Veranstaltungsort)
- Freiluftkino Friedrichshain
- Moviemento
- Fliegendes Theater Berlin
- Liste der Kinos im Berliner Bezirk Friedrichshain-Kreuzberg

### Museen
- Jüdisches Museum Berlin
- Martin-Gropius-Bau
- Berlinische Galerie
- Deutsches Technikmuseum Berlin
- Künstlerhaus Bethanien

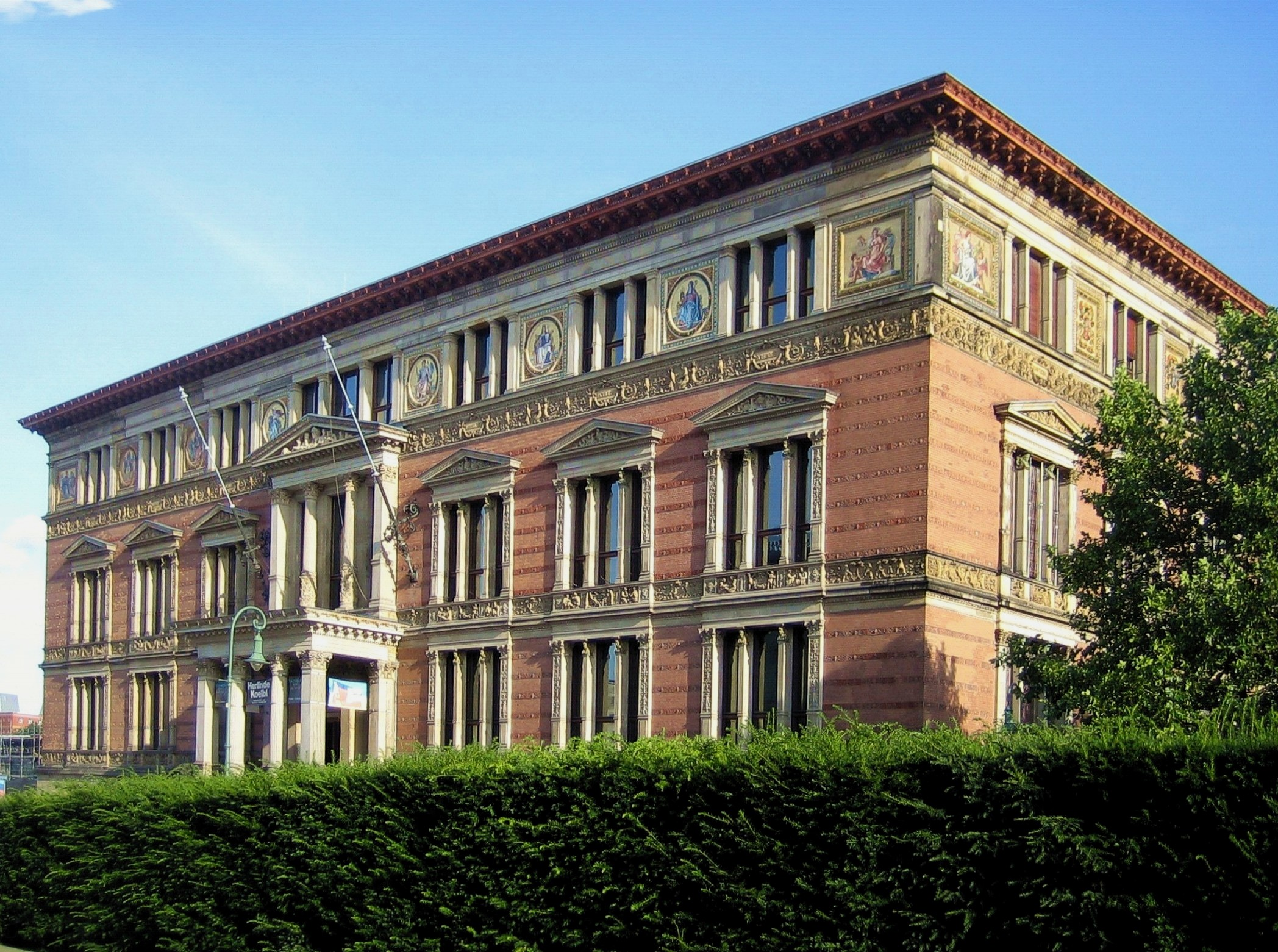
Martin-Gropius-Bau

- FHXB Friedrichshain-Kreuzberg Museum[34]

### Clubs und Festivals
(Stand: 2024)
- Club SO36
- Berghain
- Prinzipal Kreuzberg
- RAW-Friedrichshain
- Karneval der Kulturen
- Bergmannstraßenfest
- About Blank
- Wilde Renate
- Lokschuppen Berlin
- Kater Blau
- Ritter Butzke
- Monster Ronsons
- Matrix

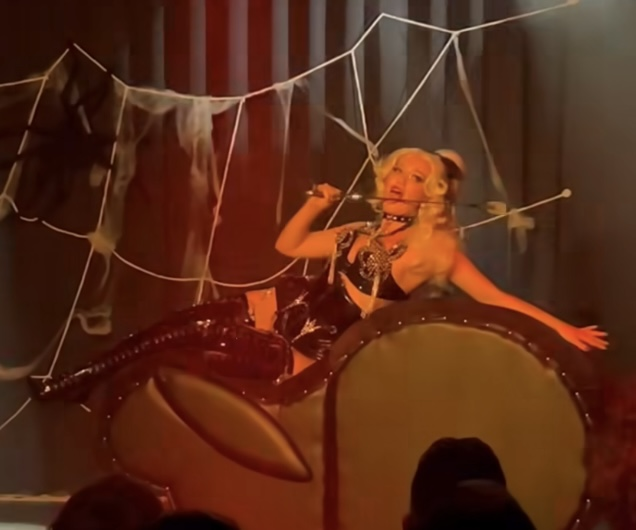
Burlesque Show im Privatclub
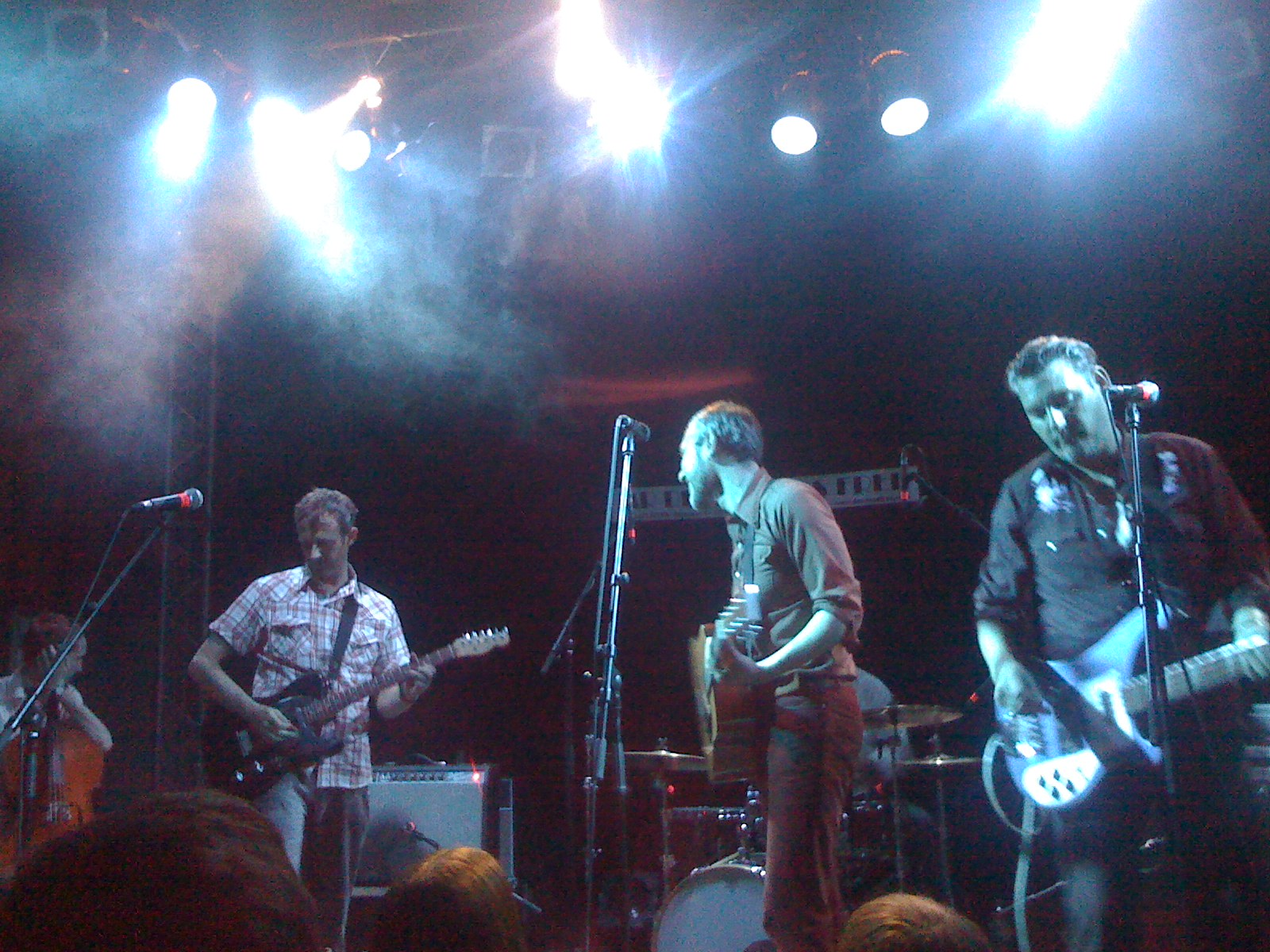
Konzert im Lido
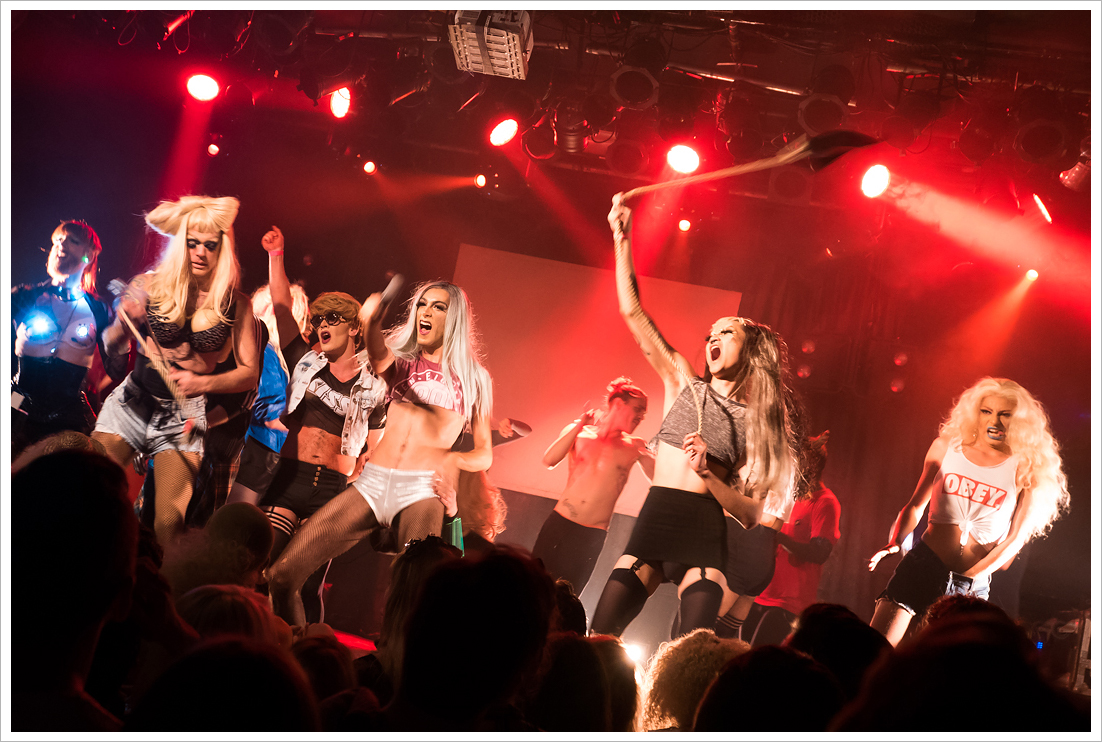
Travestie-Show im SO36
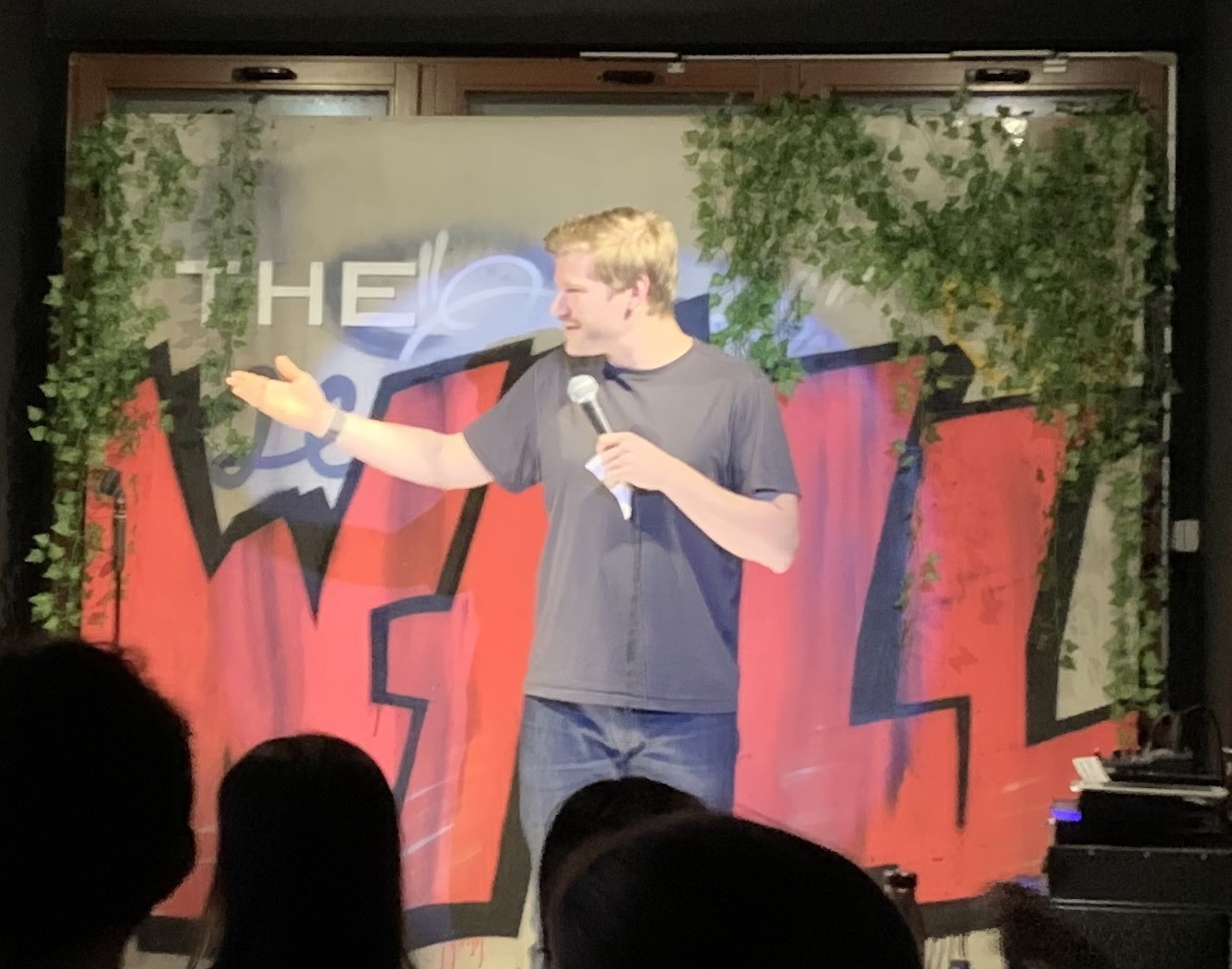
Komikertreff „The Wall“

### Der Bezirk in der Kunst

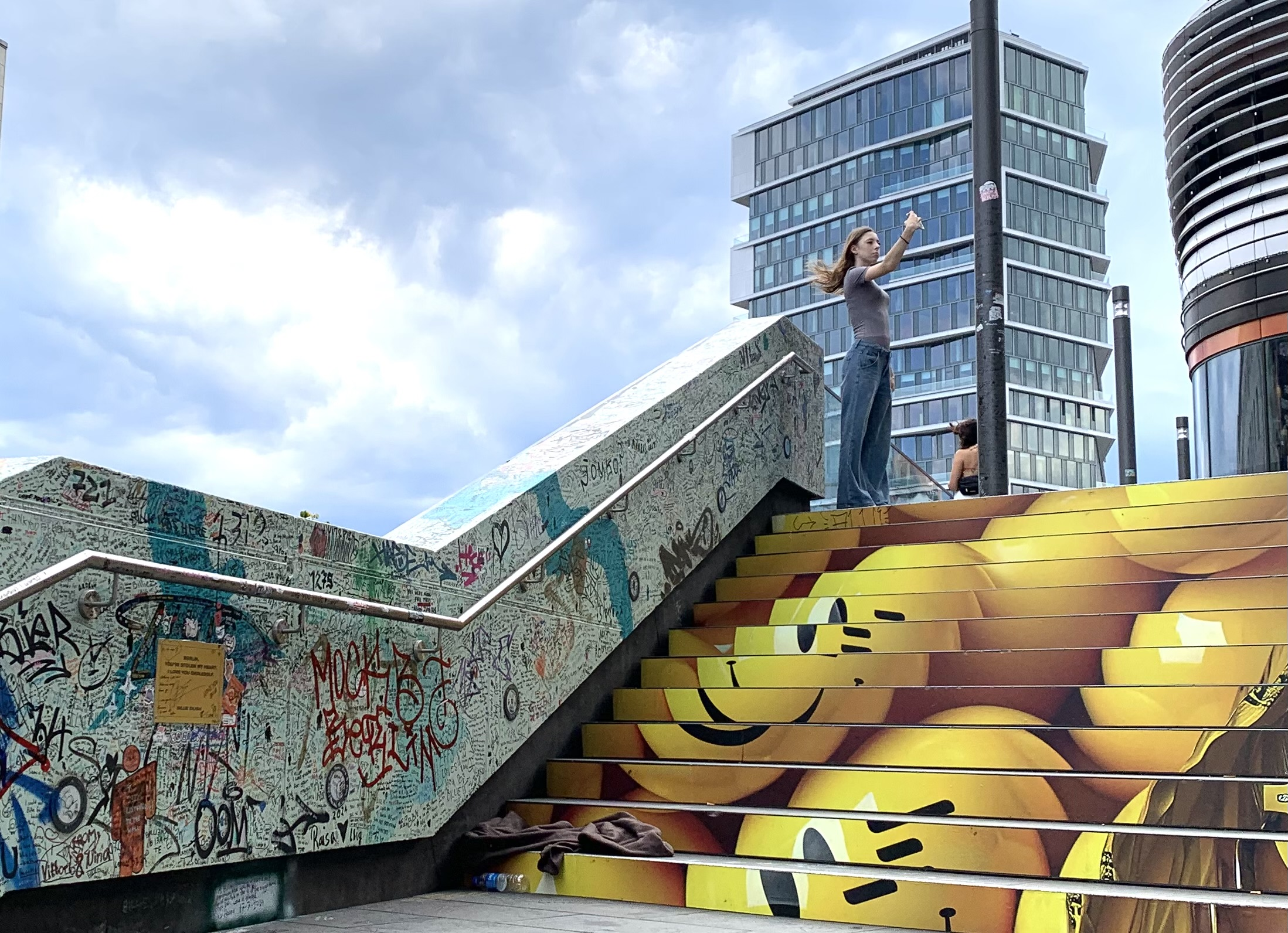
Influencer in Friedrichshain

Friedrichshain-Kreuzberg zählt zu den beliebtesten Film-Drehorten in Deutschland und Europa. Der Bezirk lag mit 370 Drehgenehmigungen im Jahr 2018 vor allen anderen in Berlin. In unzähligen Liedern wie Kreuzberger Nächte wurden Orte der Gegend besungen. Außerdem leben in dem Innenstadtbezirk zahlreiche Persönlichkeiten und Influencer, die über soziale Medien aus ihrem Leben im Wohnort berichten.

### Sport
Der SC Kreuzberg stellte mehrmals den Deutschen Meister im Schach. Mehrere Großmeister sind Mitglied des Clubs. Die Bear City Rollers wurden 2013 Deutscher Meister im Roller Derby.

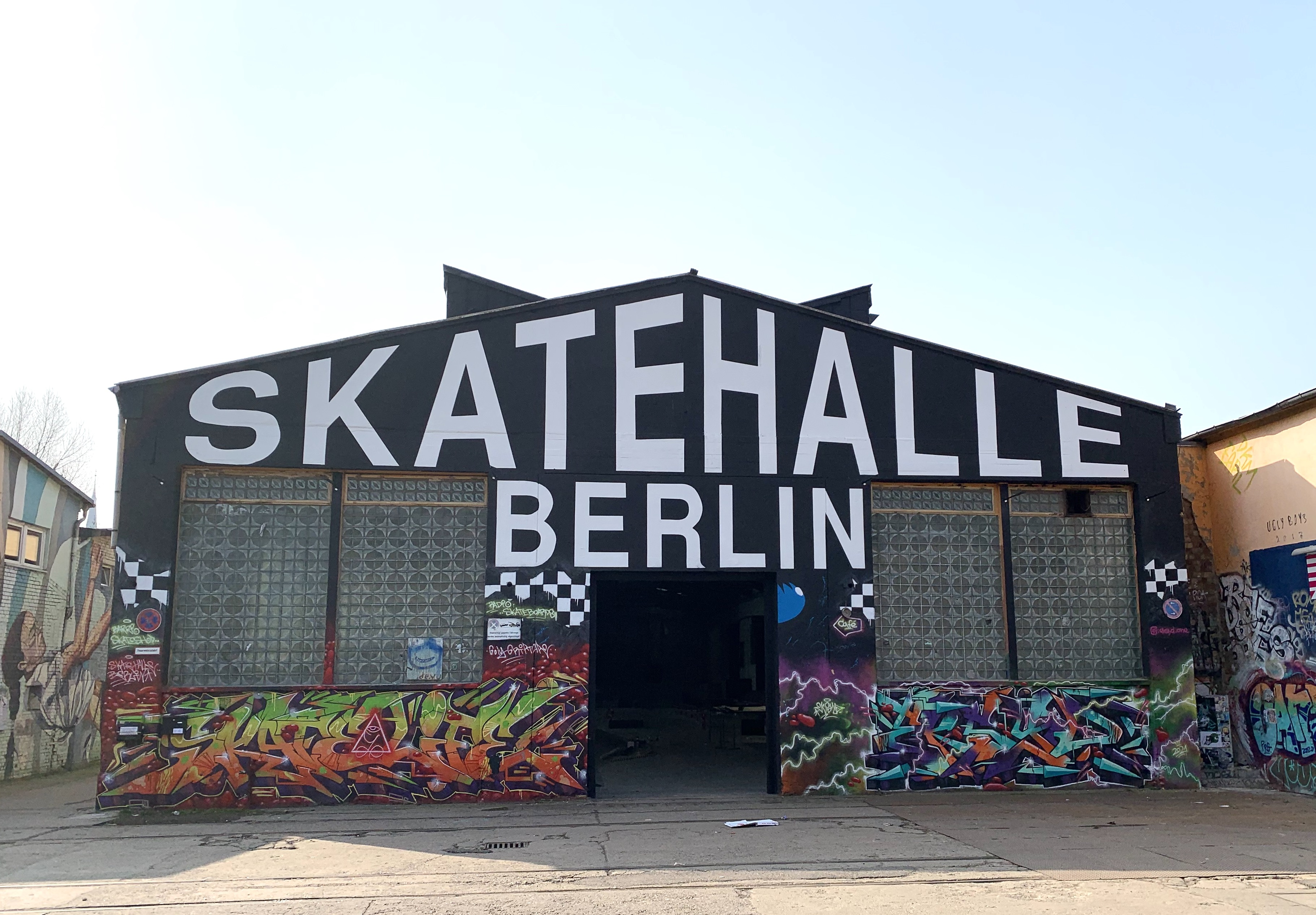
Skatehalle Berlin

Die Uber Arena ist die Heimspielstätte des mehrfachen deutschen Basketball-Meisters ALBA Berlin und des DEL-Eishockey-Rekordmeisters Eisbären Berlin. Die Arena ist auch hin und wieder Schauplatz von internationalen Sportveranstaltungen. Das German Masters ist ein Profi-Snookerturnier, das zu den Turnieren der Snooker Main Tour gehört und seit 2011 im Tempodrom ausgetragen wird.
Die Skatehalle Berlin hat eine überdachte Fläche von über 6000 m² und gilt als eine der größten Hallen für Skateboard-Sport in Europa. Der Standort ist seit 2018 einer von vier Regionalstützpunkten des 
DRIV.
Eine Besonderheit in der Sportlandschaft des Bezirks ist der Fußballplatz von Blau-Weiß Friedrichshain. Es ist die einzige FIFA-konforme Spielfläche der Stadt, die vollständig auf dem Dach eines Großmarktes eingerichtet wurde.
Das Sommerbad Kreuzberg, häufig nur ‚Prinzenbad‘ genannt, ist mit über 300.000 Besuchern im Jahr eines der populärsten Freibäder in Berlin und eines der bekanntesten in Deutschland.